# Dash Kappei
Dash Kappei (яп. ダッシュ勝平 Дассю Каппэ:, «Решительный Каппэй») — спокон-манга, автором и иллюстратором которой является Нобору Рокуда, начала публиковаться в журнале Weekly Shōnen Sunday с 1980 года.
По мотивам манги студией Tatsunoko Production был выпущен 65-серийный аниме-сериал, который транслировался по телеканалу Fuji TV с 4 октября 1981 года по 26 декабря 1982 года. Сериал также транслировался на территории Испании, Латинской Америки, Италии и Польши.

## Сюжет
Сюжет разворачивается вокруг Каппэя Сакамото, которому сильно не повезло родится карликом, так как его рост не превышает 1 метр. Однако это не мешает ему начать заниматься баскетболом и вступить в школьную команду. Напротив, Каппэй становится одним из сильнейших игроков в команде. Питает при этом слабость в женскому белью и изначально присоединился к баскетбольной команде из-за женщины тренера, которая носила белые трусы (спортивный костюм).
Каппэй влюбляется в Аканэ Аки, прелестную девушку, которая входит в школьную команду по пинг-понгу и в то же время является ассистенткой тренера баскетбольной команды. Каппэй стремится завоевать сердце девушки, но ему на пути встаёт домашний пёс Аканэ — Сэйитиро, который сам мечтает жениться на своей хозяйке. Так он всеми способами стремится испортить отношения Каппэя и Аканэ, устраивая разные трюки и подлянки.

## Список персонажей
- Каппэй Сакамото (яп. 坂本 胜平 Сакамото Каппэ:)

Главный герой истории, несмотря на то, что его рост не превышает метр, он превосходен в спорте, помешан на белом женском белье, которое по его мнению олицетворяет «чистоту». Влюбляется в Аканэ и мечтает жениться на ней.
Сэйю: Маюми Танака
- Аканэ Аки (яп. 秋 あかね Аки Аканэ)

Очень популярная девушка в школе. Становится ассистенткой тренера в баскетбольной команде. Дружит с Каппэем и верит в его таланты. Позже тоже начинает питать к нему романтические чувства и ревновать, когда Каппэй смотрит на других девушек.
Сэйю: Мидзухо Цусима
- Сэйитиро (яп. 诚一郎 Сэйитиро:)

Собака Аканэ. Может ходить и говорить как человек, однако только Каппэй может понимать его. Влюблён в Аканэ и мечтает жениться на ней. Всеми способами стремится поссорить Каппэя с Аканэ, став заклятым врагом Каппэя. Однако позже, с ним подружился. Как правило объясняет зрителю правила игры, когда Каппэй играет в баскетбольном матче.
Сэйю: Тору Охира
- Каори Нацу (яп. 夏 かおり Нацу Каори)

Тренер баскетбольной команды. Очень вспыльчивая и жёсткая женщина. Стремится найти себе парня, но всё время терпит неудачу. Часто срывается на Каппэе.
Сэйю: Кадзуэ Комия
- Татибана (яп. 立花かおる)

Капитан баскетбольной команды.
Сэйю: Кадзухико Иноуэ
- Кёсиро (яп. 狂四郎)

Член другой баскетбольной команды. Имеет высоту почти 3 метра и в буквальном смысле великан. Бывший парень Аканэ, которая рассталась с ним из-за буйного нрава. Он намеревается вернуть её обратно и «избавится» от Каппэя.
Сэйю: Кадзуюки Согабэ
- Дайба

Член сборной команды по баскетболу, очень высокий, красивый, со светлыми волосами и голубыми глазами. Дамский угодник.
Сэйю: Акира Мураяма
- Мистер Окадзаки

Классный руководитель класса, где учатся Каппэй и Аканэ.
Сэйю: Хироси Масуока